# Ironton, Ohio
Ironton är administrativ huvudort i Lawrence County i delstaten Ohio. Orten grundades av Ohio Iron and Coal Company. 1852 utsågs Ironton till huvudort i countyt. Enligt 2010 års folkräkning hade Ironton 11 129 invånare.

## Kända personer från Ironton
- Bobby Bare, countrysångare